# Nestiuki
Nestiuki (ukr. Нестюки) – wieś na Ukrainie w rejonie złoczowskim obwodu lwowskiego.

## Historia
Pod koniec XIX w. część Pomorzan w powiecie złoczowskim.